# Tortschyn
Tortschyn (ukrainisch Торчин; russisch Торчин/Tortschin, polnisch Torczyn) ist eine Siedlung städtischen Typs in der Ukraine mit etwa 4400 Einwohnern. Sie liegt am Flüsschen Serna (Серна) in der Oblast Wolyn im Rajon Luzk, das Rajonszentrum und gleichzeitig Oblastzentrum Luzk ist etwa 22 Kilometer östlich gelegen.

Panoramablick auf den Ort

## Geschichte
Der Ort wurde bereits im Jahr 1093 zum ersten Mal schriftlich als Torczaka erwähnt und lag als Torczyn bis 1795 als Teil der Adelsrepublik Polen-Litauen in der Woiwodschaft Wolhynien. Danach kam es zum neugegründeten Gouvernement Wolhynien als Teil des Russischen Reiches.
Nach dem Ende des Ersten Weltkriegs wurde der Ort ein Teil der Zweiten Polnischen Republik (Woiwodschaft Wolhynien, Powiat Łuck, Gmina Torczyn). Infolge des Hitler-Stalin-Pakts wurde das Gebiet durch die Sowjetunion besetzt und war nach dem deutschen Überfall auf die Sowjetunion von 1941 bis 1944 unter deutscher Besatzung, kam 1945 wieder zur Sowjetunion, wurde in die Ukrainische SSR eingegliedert und gehört seit 1991 zur heutigen Ukraine. Seit 1940 hat der Ort den Status einer Siedlung städtischen Typs.

## Verwaltungsgliederung
Am 29. Januar 2018 wurde die Siedlung zum Zentrum der neugegründeten Siedlungsgemeinde Tortschyn (Торчинська селищна громада/Tortschynska selyschtschna hromada). Zu dieser zählten auch noch die 9 Dörfer Bilostok, Bujany, Horswyn, Koschiw, Sadiw, Ussytschi, Ussytschiwski Budky, Werchy und Zehiw, bis dahin bildete die Siedlung die gleichnamige Siedlungsratsgemeinde Tortschyn (Торчинська селищна рада/Tortschynska selyschtschna rada) im Westen des Rajons Luzk.
Am 12. Juni 2020 wurde die Gemeinde um 14 weitere in der untenstehenden Tabelle aufgelisteten Dörfer erweitert.
Folgende Orte sind neben dem Hauptort Tortschyn Teil der Gemeinde:
| Name                     | Name             | Name                                     | Name           | Name |
| ukrainisch transkribiert | ukrainisch       | russisch                                 | polnisch       |      |
| ------------------------ | ---------------- | ---------------------------------------- | -------------- | ---- |
| Barwinok                 | Барвінок         | Барвинок                                 | Bronisławówka  |      |
| Bilostok                 | Білосток         | Белосток (Belostok)                      | Białostok      |      |
| Bujany                   | Буяни            | Буяны                                    | Bujany         |      |
| Chorochoryn              | Хорохорин        | Хорохорин (Chorochorin)                  | Chorochoryń    |      |
| Dubytschanske            | Дубичанське      | Дубичанское (Dubitschanskoje)            | -              |      |
| Hat                      | Гать             | Гать (Gat)                               | Hać            |      |
| Horodyni                 | Городині         | Городины (Gorodiny)                      | Horodynie      |      |
| Horswyn                  | Горзвин          | Горзвин (Gorswyn)                        | Horzwin        |      |
| Koschiw                  | Кошів            | Кошев (Koschew)                          | Koszów         |      |
| Mychajliwka              | Михайлівка       | Михайловка (Michailowka)                 | Michałówka     |      |
| Romaniw                  | Романів          | Романов (Romanow)                        | Romanów I      |      |
| Sadiw                    | Садів            | Садов (Sadow)                            | Sadów          |      |
| Sarniwka                 | Сарнівка         | Сарновка (Sarnowka)                      | Litwa          |      |
| Schukowez                | Жуковець         | Жуковец                                  | Żukowiec       |      |
| Skirtsche                | Скірче           | Скирче                                   | Skurcze        |      |
| Smolyhiw                 | Смолигів         | Смолигов (Smoligow)                      | Smoligów       |      |
| Tertky                   | Тертки           | Тертки (Tertki)                          | Terniki        |      |
| Tschornyj Lis            | Чорний Ліс       | Чёрный Лес (Tschjorny Les)               | Czarny Las     |      |
| Ussytschi                | Усичі            | Усычи                                    | Usicze         |      |
| Ussytschiwski Budky      | Усичівські Будки | Усычевские Будки (Ussytschewskije Budki) | Usickie Budki  |      |
| Werchy                   | Верхи            | Верхи (Werchi)                           | Wierzchy Stare |      |
| Wessele                  | Веселе           | Весёлое (Wessjoloje)                     | Boratyn        |      |
| Wojutyn                  | Воютин           | Воютин (Wosjutin)                        | Wojutyn        |      |